# Farbror Joakim och Ali Babas grotta
Farbror Joakim och Ali Babas grotta (Cave of Ali Baba) är en Joakim von Anka-historia av Carl Barks från 1962. Den handlar om Joakim von Anka, Kalle Anka och Knattarna som under en oljeledningsinspektion i det forna Persien hittar Ali Babas grotta.

## Handling
Det börjar med att sällskapet under sin resa i öknen får besök av tre kringresande akrobater. De visar sina trick, får betalt och försvinner. Strax efter ansluter en kringvandrande professor i arkeologi. Han medför lertavlor med vad han tror är originalmanuset till Tusen och en natt. Det som han anser märkligt med tavlorna är att skrifterna framställs som nyheter snarare än sagor. Joakim von Anka låter sig inte imponeras inledningsvis, men efter att deras åsnor försvunnit, till synes bortrövade av en jättefågel som skulle kunna vara sagans fågel Rock börjar Joakim söka efter Ali Babas grotta. Sällskapet hittar grottan med dess skatter som bevakas av en hel flock jättefåglar. Fåglarna lyckas de jaga bort och de kan fly med delar av skatten. När de vaknar på morgonen är dock både skatten och professorn borta och de befinner sig i sitt ursprungliga läger. Det uppdagas då att akrobaterna hypnotiserat dem och fått dem att drömma hela äventyret medan akrobaterna rånade dem på deras värdesaker.